# Campeonato Paulista de Futebol de 1946
O Campeonato Paulista de Futebol de 1946 foi a 6.ª edição do campeonato organizado pela FPF. Teve como campeão a equipe do São Paulo FC. e o Corinthians como vice.
O artilheiro do campeonato foi da equipe do Corinthians, Sevilio de Jesus, com 19 gols.

## Campanha do campeão
14/04/1946 São Paulo 5-0 Jabaquara
27/04/1946 São Paulo 5-2 Portuguesa Santista
05/05/1946 SPR/São Paulo Railway 1-3 São Paulo
19/05/1946 Ypiranga 3-4 São Paulo
02/06/1946 São Paulo 7-3 Juventus
09/06/1946 Corinthians 1-2 São Paulo
23/06/1946 Portuguesa de Desportos 1-1 São Paulo
07/07/1946 Comercial (São Paulo) 2-6 São Paulo
14/07/1946 Santos 2-3 São Paulo
21/07/1946 São Paulo 1-1 Palmeiras
28/07/1946 Portuguesa Santista 0-2 São Paulo
11/08/1946 São Paulo 4-2 Comercial (São Paulo)
18/08/1946 São Paulo 1-0 Ypiranga
31/08/1946 São Paulo 2-0 Santos
07/09/1946 Jabaquara 0-4 São Paulo
15/09/1946 São Paulo 2-0 SPR/São Paulo Railway
29/09/1946 São Paulo 2-1 Corinthians
13/10/1946 São Paulo 1-1 Portuguesa de Desportos
26/10/1946 Juventus 0-7 São Paulo
10/11/1946 Palmeiras 0-1 São Paulo

## Jogo do título
10 de novembro de 1946
Palmeiras 0 x 1 São Paulo
Pacaembu
- Palmeiras: Oberdan, Catcha e Gengo; Og Moreira, Tulio e Valdemar Fiúme; Lula, Lima, Viladoniga, Canhotinho e Mantovani. Técnico: Ventura Cambón
- São Paulo: Gijo, Piolin, e Armando Renganeschi; Rui, Bauer e Noronha; Luizinho, Sastre, Leônidas da Silva, Remo Januzzi e Teixeirinha. Técnico: Joreca

Gol: Renganeschi, aos 38 mimutos do segundo tempo.
Árbitro: Bruno Nina
Renda: Cr$ 651.125,00
- Cartão Vermelho: Luizinho e Remo (SPFC), Viladoniga e Og Moreira (SEP)
  - Jogo preliminar: São Paulo (aspirantes) 0 x 0 Palmeiras (aspirantes)

| Campeão Paulista de 1946 |
| ------------------------ |
| SÃO PAULO (4º título)    |

## Classificação final
| Classificação - Final | Classificação - Final  | Classificação - Final | Classificação - Final | Classificação - Final | Classificação - Final | Classificação - Final | Classificação - Final | Classificação - Final | Classificação - Final | Classificação - Final | Classificação - Final |
| Time | Time                   | PG                    | J                     | V                     | E                     | D                     | GP                    | GC                    | SG                    |                       |                       |
| --- | ---------------------- | --------------------- | --------------------- | --------------------- | --------------------- | --------------------- | --------------------- | --------------------- | --------------------- | --------------------- | --------------------- |
| 1 | São Paulo              | 37                    | 20                    | 17                    | 3                     | 0                     | 62                    | 20                    | 42                    |                       |                       |
| 2 | Corinthians            | 36                    | 20                    | 18                    | 0                     | 2                     | 62                    | 29                    | 33                    |                       |                       |
| 3 | Portuguesa             | 28                    | 20                    | 13                    | 2                     | 5                     | 46                    | 20                    | 26                    |                       |                       |
| 4 | Santos                 | 22                    | 20                    | 9                     | 4                     | 7                     | 37                    | 32                    | 5                     |                       |                       |
| 5 | Palmeiras              | 20                    | 20                    | 8                     | 4                     | 8                     | 37                    | 31                    | 6                     |                       |                       |
| 6 | Portuguesa Santista    | 17                    | 20                    | 7                     | 3                     | 10                    | 41                    | 51                    | -10                   |                       |                       |
| 7 | Ypiranga               | 14                    | 20                    | 6                     | 2                     | 12                    | 35                    | 48                    | -13                   |                       |                       |
| 8 | Comercial de São Paulo | 14                    | 20                    | 4                     | 6                     | 10                    | 38                    | 55                    | -17                   |                       |                       |
| 9 | São Paulo Railway      | 12                    | 20                    | 5                     | 2                     | 13                    | 27                    | 46                    | -19                   |                       |                       |
| 10 | Juventus               | 11                    | 20                    | 4                     | 3                     | 13                    | 32                    | 60                    | -28                   |                       |                       |
| 11 | Jabaquara              | 9                     | 20                    | 4                     | 1                     | 15                    | 27                    | 52                    | -25                   |                       |                       |
| PG - Pontos Ganhos; J - Jogos; V - Vitórias; E - Empates; D - Derrotas; GP - Gols Pró; GC - Gols Contra; SG - Saldo de Gols |                        |                       |                       |                       |                       |                       |                       |                       |                       |                       |                       |

|  |         |
|  | Campeão |